# Fehértemplom község
Fehértemplom község (szerbül Општина Бела Црква / Opština Bela Crkva) közigazgatási egység Szerbiában, a Vajdaságban, a Dél-bánsági körzetben. A Bánság déli részén, a Dunától északra található. Központja Fehértemplom. A községben 13 általános és 4 középiskola található. A természetes szaporulat értéke -5,2‰.

## Települések
A községhez 14 település tartozik, Fehértemplomon város, a többi mind falu.
| \| Románia Versec község Kevevára község Pozsarevác Veliko Gr. FEHÉRTEMPLOM Udvarszállás Krassószombat Csehfalva Karasjeszenő Körtéd Temesváralja Vöröstemplom Szőlőshegy Gerebenc Varázsliget Kusics Gajtás Palánk \| \| térkép szerkesztése \| |                    |                   |                 |
| Magyar név | Szerb név (cirill) | Szerb név (latin) | Népesség (2011) |
| Csehfalva | Чешко Село         | Češko Selo        | 40              |
| Gajtas | Кајтасово          | Kajtasovo         | 244             |
| Gerebenc | Гребенац           | Grebenac          | 817             |
| Fehértemplom | Бела Црква         | Bela Crkva        | 8868            |
| Karasjeszenő | Јасеново           | Jasenovo          | 1247            |
| Körtéd | Крушчица           | Kruščica          | 861             |
| Krassószombat | Банатска Суботица  | Banatska Subotica | 169             |
| Kusics | Кусић              | Kusić             | 1176            |
| Palánk | Банатска Паланка   | Banatska Palanka  | 672             |
| Szőlőshegy | Калуђерово         | Kaluđerovo        | 92              |
| Temesváralja | Дупљаја            | Dupljaja          | 735             |
| Udvarszállás | Добричево          | Dobričevo         | 194             |
| Varázsliget | Врачев Гај         | Vračev Gaj        | 1408            |
| Vöröstemplom | Црвена Црква       | Crvena Crkva      | 658             |
| Románia Versec község Kevevára község Pozsarevác Veliko Gr. FEHÉRTEMPLOM Udvarszállás Krassószombat Csehfalva Karasjeszenő Körtéd Temesváralja Vöröstemplom Szőlőshegy Gerebenc Varázsliget Kusics Gajtás Palánk                                 |                    |                   |                 |
| térkép szerkesztése |                    |                   |                 |

## Etnikai összetétel
A 2002-es népszámlálás szerint:
- szerbek (76,85%)
- románok (5,4%)
- csehek (3,99%)
- cigányok (3,03%)
- magyarok (2,25%)
- jugoszlávok (1,38%)